# Richia agis
Richia agis är en fjärilsart som beskrevs av Dyar 1910. Richia agis ingår i släktet Richia och familjen nattflyn. Inga underarter finns listade.